# Sumber Makmur (Tapung)
Sumber Makmur is een bestuurslaag in het regentschap Kampar van de provincie Riau, Indonesië. Sumber Makmur telt 3363 inwoners (volkstelling 2010).